# Davidioides
Davidioides is een geslacht van libellen (Odonata) uit de familie van de rombouten (Gomphidae).

## Soorten
Davidioides omvat 1 soort:
- Davidioides martini Fraser, 1924